# Aeroportul Domingo Faustino Sarmiento
Aeroportul Domingo Faustino Sarmiento (IATA: UAQ, ICAO: SANU) este un aeroport din Provincia San Juan, Argentina ce deservește zona San Juan, Argentina. Aeroportul a fost tranzitat în decembrie 2022 de 16.711 pasageri.
Situat la o altitudine de 597 m, aeroportul dispune de o singură pistă. Este operat de Aeropuertos Argentina⁠(d).